# 트루시도키노돈

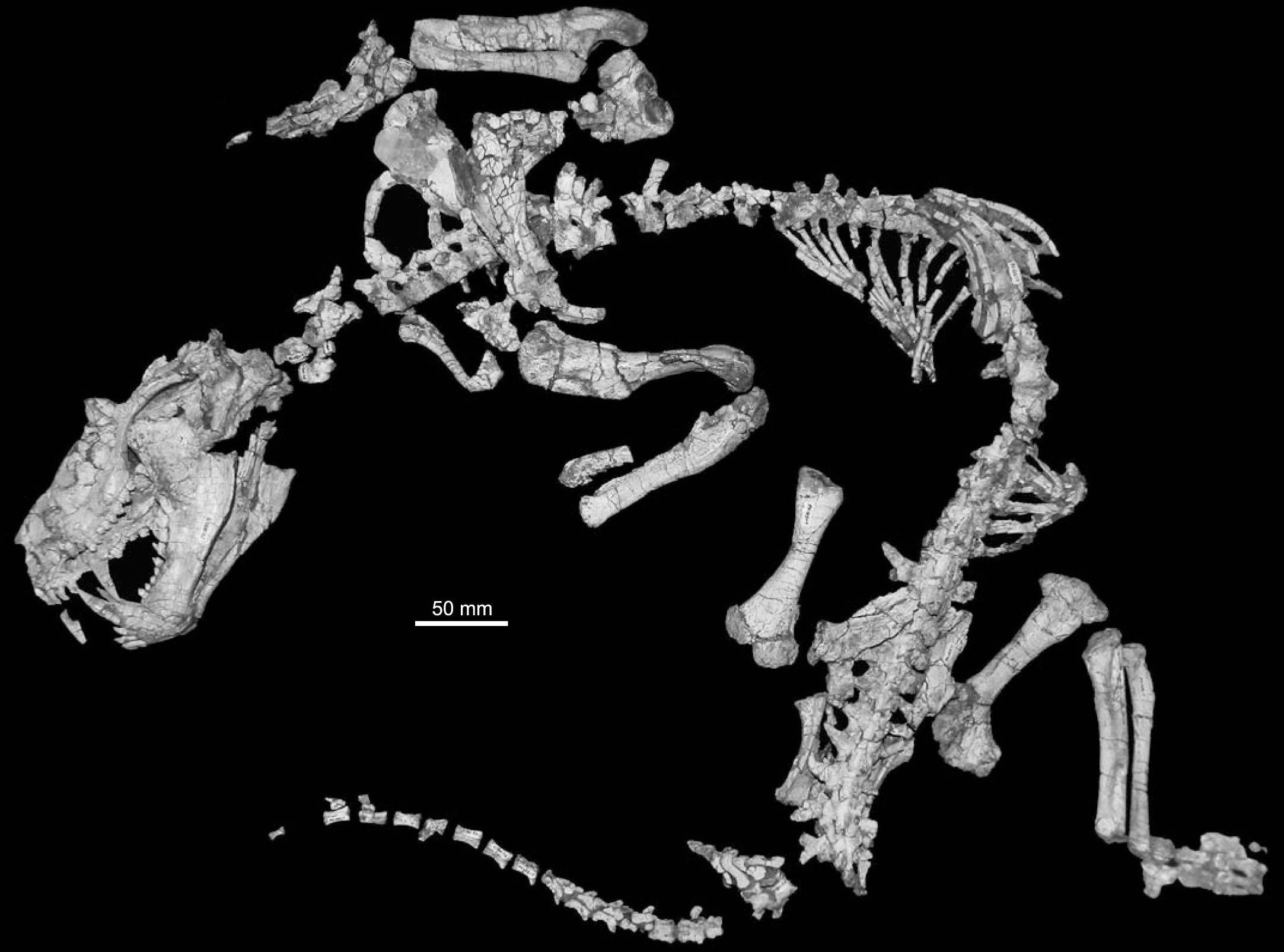
트루시도키노돈의 화석. 보존이 잘돼있다.

트루시도키노돈(Trucidocynodon)은 트라이아스기 후기 브라질에 살았던 키노돈트이며 단일 종인 트루시도키노돈 리오그란덴시스(Trucidocynodon riograndensis)가 있다. 트루시도키노돈의 화석은 팔레오로타 지질공원(Paleorrota Geopark)의 산타 마리아 층(Santa Maria Formation)에서 발견되었다. 트루시도키노돈은 트라이아스기의 키노돈트 중 유명한 키노돈트 중 하나인데 그 이유는 트루시도키노돈의 완모식 표본은 거의 완전하고 보존이 잘돼있기 때문이다.